# 阮郎归
阮郎归，词牌名。亦称《醉桃源》，《宴桃源》。双调四十七字，前后阕各四平韵，一韵到底，后阕起首两句要对仗。

## 词牌格式
平平仄仄仄平平，平平仄仄平。仄平平仄仄平平，平平仄仄平。
平仄仄，仄平平，平平仄仄平。仄平平仄仄平平，平平仄仄平。

## 例词
秦观
湘天风雨破寒初，深沉庭院虚。丽谯吹罢小单于，迢迢清夜徂。
乡梦断，旅魂孤，峥嵘岁月除。衡阳犹有雁传书，郴阳和雁无。
辛棄疾
山前燈火欲黃昏，山頭來去雲。鷓鴣聲裡數家村，瀟湘逢故人。
揮羽扇，整綸巾，少年鞍馬塵。如今憔悴賦招魂 （页面存档备份，存于），儒冠多誤身。